# MW-50
MW-50 war die Abkürzung für ein Methanol-Wasser-Gemisch mit einem Mischungsverhältnis von 50:50, das im Zweiten Weltkrieg bei der deutschen Luftwaffe zur Leistungssteigerung von aufgeladenen Flugmotoren eingesetzt wurde. Aggregate, die MW-50 verwendeten, kamen vor allem bei Jagdflugzeugen wie der Bf 109 oder Fw 190 zum Einsatz, wodurch die Piloten in kritischen Situationen die Motoren kurzzeitig mit erhöhter Leistung („Sondernotleistung“) betreiben konnten.

## Mischungsverhältnis
MW-50 bestand aus 50 % Methanol, 49,5 % Wasser und 0,5 % Schutzöl. Diese Mischung hatte ein spezifisches Gewicht von 0,9 kg/l und war kältebeständig bis −50 °C. Neben MW-50 wurden in geringerem Maße auch MW-30 und EW-30 (Ethanol statt Methanol) verwendet. MW-30 bestand aus 30 % Methanol, 69,5 % Wasser und 0,5 % Schutzöl. Diese Mischung hatte ein spezifisches Gewicht von 0,95 kg/l und war kältebeständig bis −18 °C.

## Funktionsweise
Das Prinzip beruht auf der Möglichkeit der Leistungssteigerung aufgeladener Motoren durch Ladeluftkühlung. Eine Variante der Ladeluftkühlung ist die Innenkühlung der Ladeluft durch Einspritzen einer Flüssigkeit in den Ladereintritt, wobei die Flüssigkeit der erhitzten Ladeluft durch Verdunstung Wärme entzieht. Das abgekühlte Gasgemisch enthält eine größere Stoffmenge in einem gegebenen Volumen, so dass mehr Sauerstoffmoleküle pro Volumeneinheit für die Verbrennung des Kraftstoffes zur Verfügung stehen. Das verbessert den Füllungsgrad des Motors; durch den erhöhten Mitteldruck kann somit eine höhere Leistung abgegeben werden. Eine reine Wassereinspritzung wäre effektiver als MW-50-Einspritzung, da Wasser eine höhere Verdampfungsenthalpie besitzt. MW-50 entwickelt eine etwa halb so große Verdunstungsenthalpie wie reines Wasser. Die Beimischung von Methanol erfolgte, um unkontrollierte Zündungen (das sogenannte „Klopfen“) sowie ein Einfrieren in großen Höhen zu verhindern. Des Weiteren erhöhte das Methanol aufgrund seines Heizwertes den Wärmeumsatz bei der Verbrennung und verringerte die Korrosion im Motor. MW-50 wurde mit einem Druck von 4 bar eingespritzt.

## Einsatz
Die Leistungssteigerung war bei ausreichender Motorkühlung bis zu einer Dauer von zehn Minuten zulässig, vor einer nochmaligen Nutzung musste der Motor mindestens fünf Minuten auf geringerer Leistungsstufe betrieben werden. Sofern der Motor nicht überhitzte, wurde nur die Lebensdauer der Zündkerzen verringert. Später wurde der Betrieb bei Motoren mit guten Kühlleistungen auf bis zu 20 Minuten verlängert. Der Leistungsgewinn bei einem Verbrauch von 150 l/h betrug je nach Motor etwa 300 PS. Die Fw 190 D konnte mit ihrem 115-Liter-Behälter die Einspritzung insgesamt 40 Minuten lang betreiben.
Der Einsatz dieser Technik war nur bis zur Volldruckhöhe des Motors sinnvoll, da oberhalb dieser Höhe der Lader nicht mehr die erforderliche maximale Füllmenge an Luft für die Verbrennung des Kraftstoffs liefern konnte.